# Peter G. Peterson

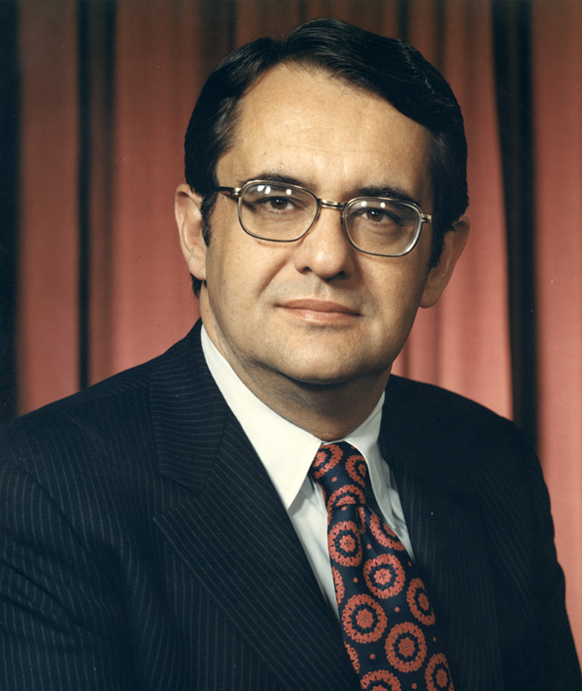
Peter George Peterson

Peter George Peterson, född 5 juni 1926 i Kearney, Nebraska, död 20 mars 2018 i New York, var en amerikansk republikansk politiker och företagsledare. Han tjänstgjorde som USA:s handelsminister 1972–1973. Han var verkställande direktör i investmentbanken Lehman Brothers 1973–1984 (företaget hette efter 1977 Lehman Brothers, Kuhn, Loeb, Inc.) Han grundade år 2008 stiftelsen Peter G. Peterson Foundation.
Petersons föräldrar var invandrare från Grekland. Fadern ändrade sitt namn från Georgios Petropoulos till George Peterson. Peter George Peterson utexaminerades 1947 från Northwestern University och avlade 1951 sin MBA vid University of Chicago.
Peterson efterträdde 1972 Maurice Stans som handelsminister. Han efterträddes följande år av Frederick B. Dent. Lehman Brothers hade kommit i krisläge efter Robert Lehmans död år 1969 då ingen medlem av Lehmanfamiljen var aktivt involverad i affärsverksamheten. Med Peterson som vd gjorde Lehman Brothers rekordhöga vinster efter att verksamheten hade varit förlustbringande vid tidpunkten av hans anställning. Kurvan svängde senare på nytt och Lewis Glucksman tog över. Efter Lehman Brothers var Peterson med om att grunda Blackstone Group.